# Cryptocyclops levis
Cryptocyclops levis – gatunek widłonoga z rodziny Cyclopidae. Jako pierwszy opisał go w 1952 roku niemiecki zoolog Friedrich Kiefer.